# Bocaina do Sul
Bocaina do Sul este un oraș în Santa Catarina (SC), Brazilia.